# (7159) Bobjoseph
(7159) Bobjoseph (1981 EN17) – planetoida z grupy pasa głównego asteroid okrążająca Słońce w ciągu 3,48 lat w średniej odległości 2,29 j.a. Odkryta 1 marca 1981 roku.